# لياندرو مولر
لياندرو مولر (بالإنجليزية: Leandro Müller)‏ (14 نوفمبر 1978، جويز دي فورا في البرازيل)؛ كاتب وروائي برازيلي.